# Brzeziny (Czemierniki)
Brzeziny – kolonia miasta Czemierniki w Polsce, w województwie lubelskim, w powiecie radzyńskim.
Rozpościera się wzdłuż ulicy Brzezińskiej na wschodnich rubieżach miasta.

## Historia
Dawny folwark Brzeziny należał w latach 1867–1919 do gminy Czemierniki w powiecie lubartowskim. W Królestwie Polskim przynależał do guberni lubelskiej, a w okresie międzywojennym do woj. lubelskiego. 20 października 1933 wszedł w skład nowo utworzonej gromady Czemierniki w granicach gminy Czemierniki, składającą się z osady Czemierniki, folwarku Czemierniki, folwarku Brzeziny i osady leśnej Skróda.
Po II wojnie w gminie Czemierniki w powiecie lubartowskim w województwie lubelskim. W 1954 roku wszedł w skład nowo utworzonej gromady Czemierniki.
1 stycznia 2024, wraz z odzyskaniem przez Czemierniki statusu miasta, miejscowość stała się obszarem miejskim.